# Ngọc lan trắng
Ngọc lan trắng hay còn gọi sứ, champaca hay đôi khi còn được đề cập với tên ngọc lan (danh pháp hai phần: Magnolia × alba) là một loài thực vật có hoa thuộc chi Mộc lan, họ Mộc lan. Loài lai này là kết quả của việc lai tạo Magnolia champaca với Magnolia montana; thường ít thấy trong thiên nhiên hoang dã mà được nhân giống để làm cảnh.

## Miêu tả
Magnolia × alba là cây đại mộc, khi trưởng thành cao đến 15 m. Phiến lá hình bầu dục, thon, dài 15–25 cm, rộng 4–9 cm. Hoa màu vàng ở đầu cành ngắn, rất thơm, có từ 8-12 cánh đài. Ít khi có trái.

## Công dụng
Magnolia × alba là loài được nhân giống rộng rãi để làm cảnh ở châu Á, đặc biệt ở các vùng nhiêt đới và cận nhiệt đới ở Đông Nam Á và Trung Quốc vì hoa có mùi thơm ngát. Một loại tinh dầu có thể được chiết xuất từ hoa ngọc lan.

## Hình ảnh

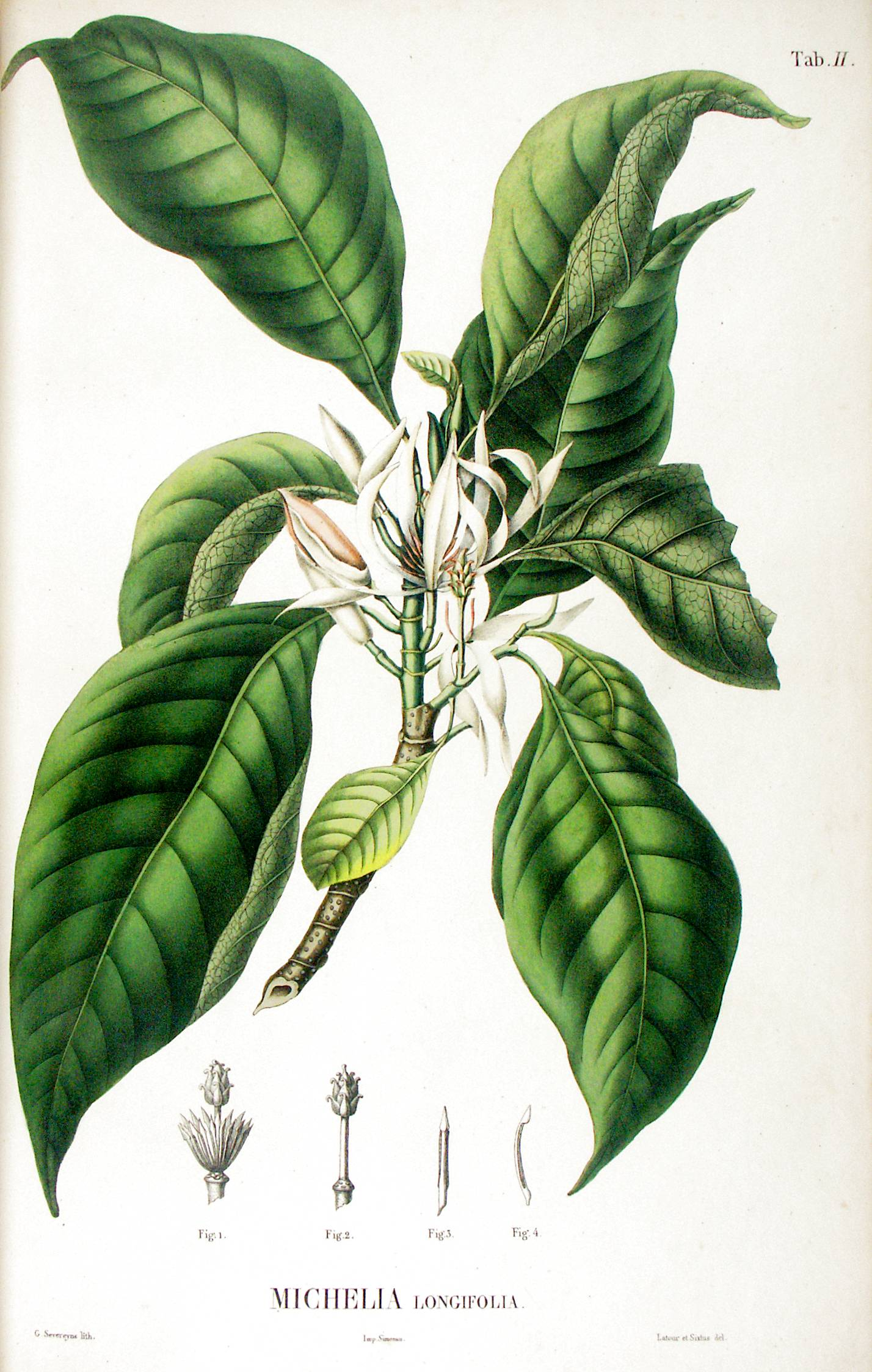
Mộc bức vẽ mô tả cây ngọc lan trắng trong sách Flora Javae; Magnolia × alba được phân loại lần đầu là Michelia longifolia [sic] (BLUME, 1829)
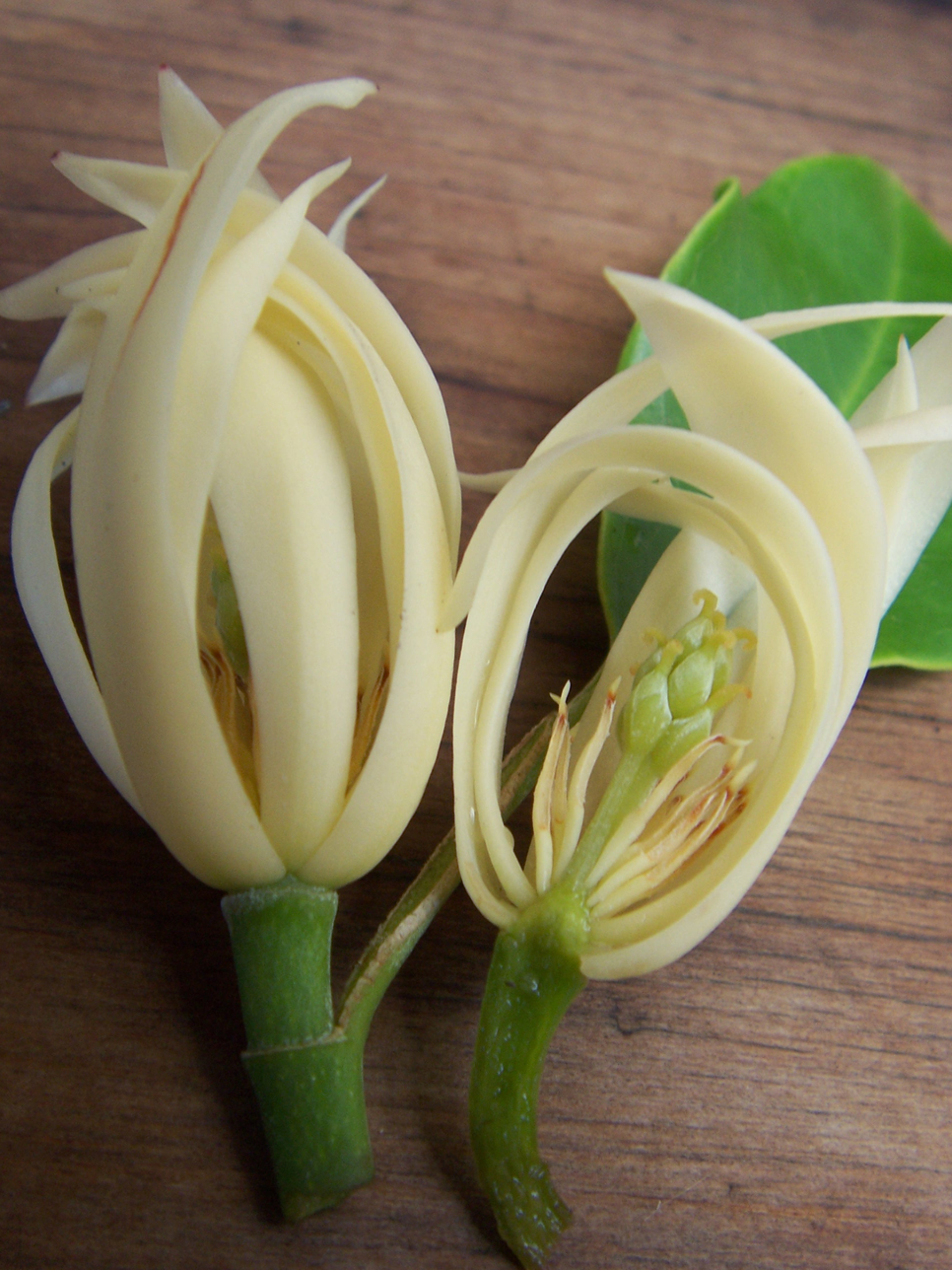
Kiểu nhị hoa và nhụy hoa đặc trưng của chi Mộc lan
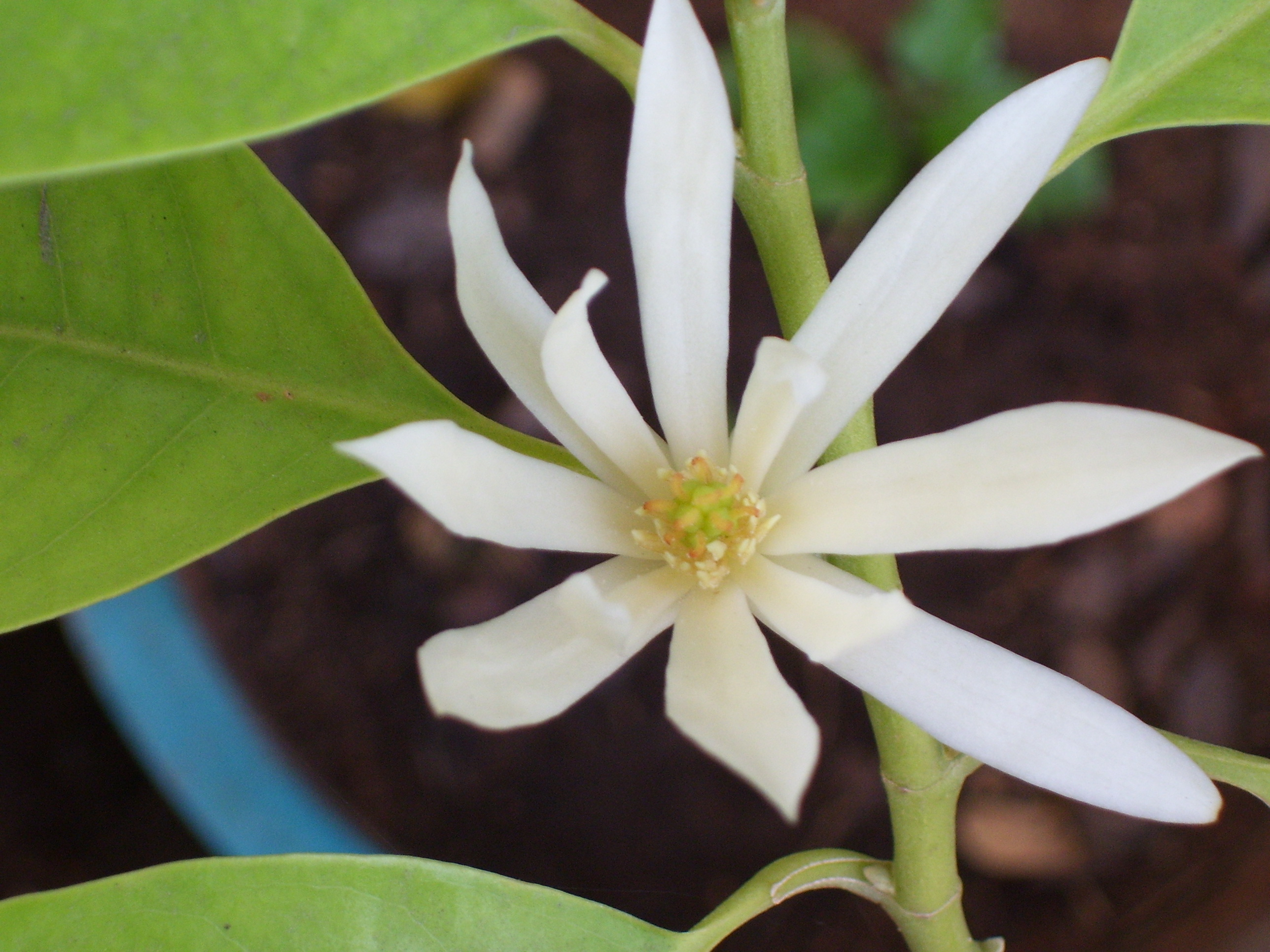
Hoa ngọc lan trắng nở cực đại
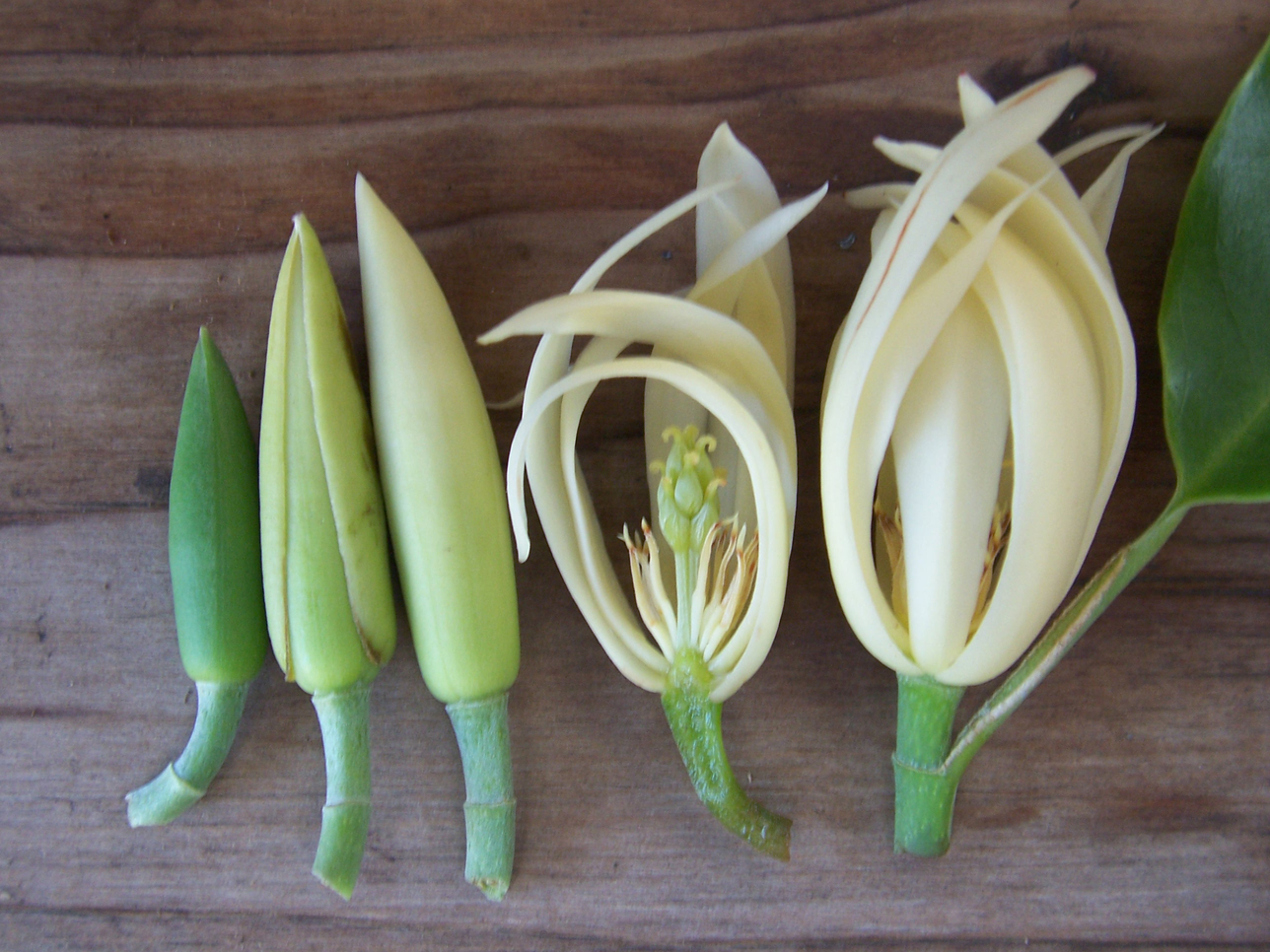
Một số giai đoạn trưởng thành của hoa